# National Football League 1920s All-Decade Team
Das National Football League 1920s All-Decade Team beinhaltet die Liste der besten NFL-Spieler der 1920er Jahre. Die Spieler werden durch Wahl aufgenommen. Gewählt werden die American-Football-Spieler von den Verantwortlichen der Pro Football Hall of Fame. Sie werden damit für ihre Leistungen als Spieler ausgezeichnet. Eine automatische Aufnahme in die Ruhmeshalle des amerikanischen Footballsports ist damit jedoch nicht verbunden. Die Spieler werden lediglich in den Rekordbüchern der NFL geehrt. Da zu diesem Zeitpunkt die Spieler noch auf verschiedenen Positionen eingesetzt wurden, ist die Position aufgeführt auf der sie hauptsächlich gespielt haben.

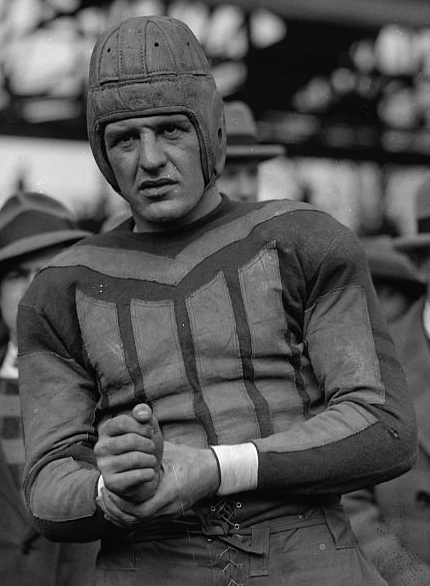
Red Grange

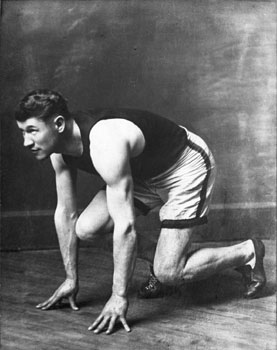
Jim Thorpe

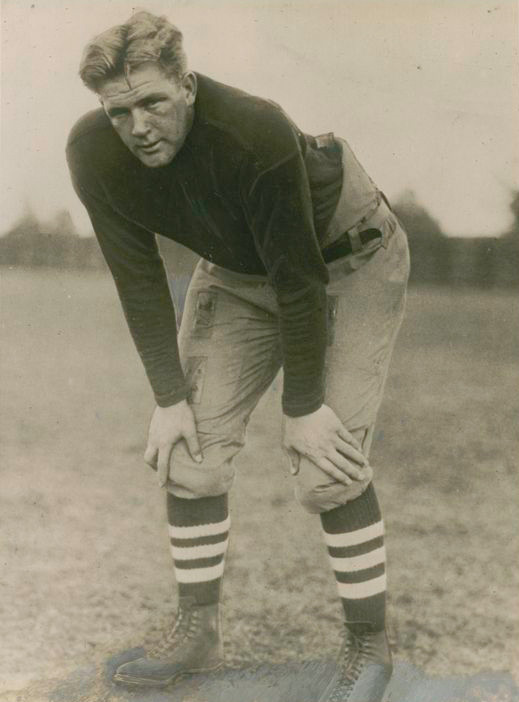
Ernie Nevers

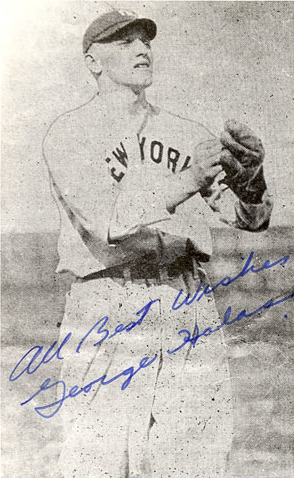
George Halas

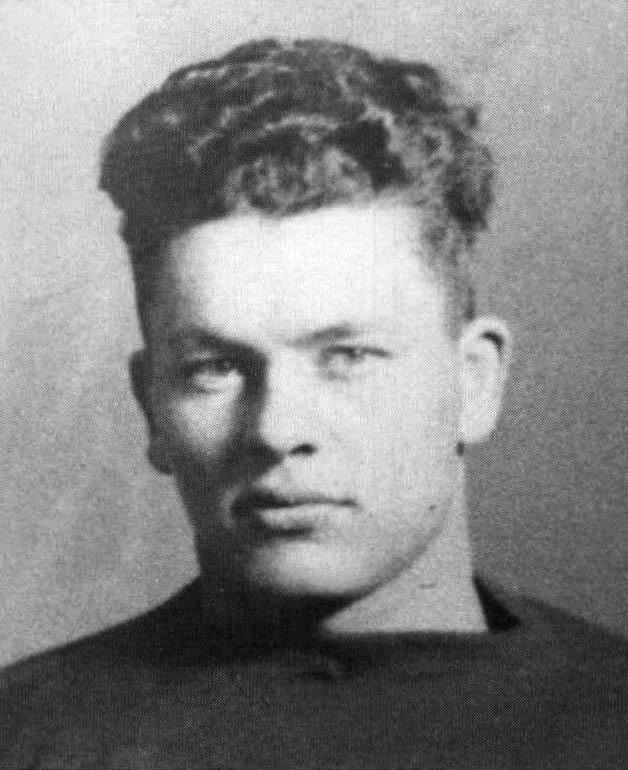
Curly Lambeau

## Mitglieder
| Spielerposition | Name des Spielers    | Profimannschaft                                                                                               | College                                    | Mitglied der Pro Football Hall of Fame |
| --------------- | -------------------- | --- | ------------------------------------------ | -------------------------------------- |
| Quarterback     | Jimmy Conzelman      | Decatur Staleys Rock Island Independents Milwaukee Badgers Detroit Panthers Providence Steam Roller           | Washington University in St. Louis         | Ja                                     |
| Quarterback     | Paddy Driscoll       | Chicago Cardinals Chicago Bears                                                                               | Northwestern University                    | Ja                                     |
| Runningback     | Red Grange           | Chicago Bears New York Yankees                                                                                | University of Illinois at Urbana-Champaign | Ja                                     |
| Runningback     | Jim Thorpe           | Canton Bulldogs Cleveland Indians Oorang Indians Rock Island Independents New York Giants Chicago Cardinals   | Carlisle Indian Industrial School          | Ja                                     |
| Runningback     | Joe Guyon            | Canton Bulldogs Cleveland Indians Oorang Indians Rock Island Independents Kansas City Cowboys New York Giants | Georgia Institute of Technology            | Ja                                     |
| Runningback     | Earl "Curly" Lambeau | Green Bay Packers                                                                                             | University of Notre Dame                   | Ja                                     |
| Fullback        | Ernie Nevers         | Duluth Eskimos Chicago Cardinals                                                                              | Stanford University                        | Ja                                     |
| End             | George Halas         | Decatur Staleys Chicago Staleys Chicago Bears                                                                 | Illinois                                   | Ja                                     |
| End             | Guy Chamberlin       | Chicago Staleys Canton Bulldogs Cleveland Bulldogs Frankford Yellow Jackets Chicago Cardinals                 | Nebraska                                   | Ja                                     |
| End             | LaVern Dilweg        | Milwaukee Badgers Green Bay Packers                                                                           | Marquette University                       | Nein                                   |
| Tackle          | Ed Healey            | Rock Island Independents Chicago Bears                                                                        | Dartmouth                                  | Ja                                     |
| Tackle          | Wilbur "Pete" Henry  | Canton Bulldogs New York Giants Pottsville Maroons                                                            | Washington & Jefferson                     | Ja                                     |
| Tackle          | Cal Hubbard          | New York Giants Green Bay Packers                                                                             | Centennary                                 | Ja                                     |
| Tackle          | Steve Owen           | Kansas City Blues Cleveland Bulldogs Kansas City Cowboys New York Giants                                      | Phillips University                        | Ja                                     |
| Guard           | Walt Kiesling        | Green Bay Packers                                                                                             | University of St. Thomas                   | Ja                                     |
| Guard           | Hunk Anderson        | Chicago Bears Cleveland Indians                                                                               | University of Notre Dame                   | Nein                                   |
| Guard           | Mike Michalske       | New York Yankees Green Bay Packers                                                                            | Pennsylvania State University              | Ja                                     |
| Center          | George Trafton       | Chicago Bears                                                                                                 | University of Notre Dame                   | Ja                                     |